# Översvämningarna i sydöstra Europa 2014

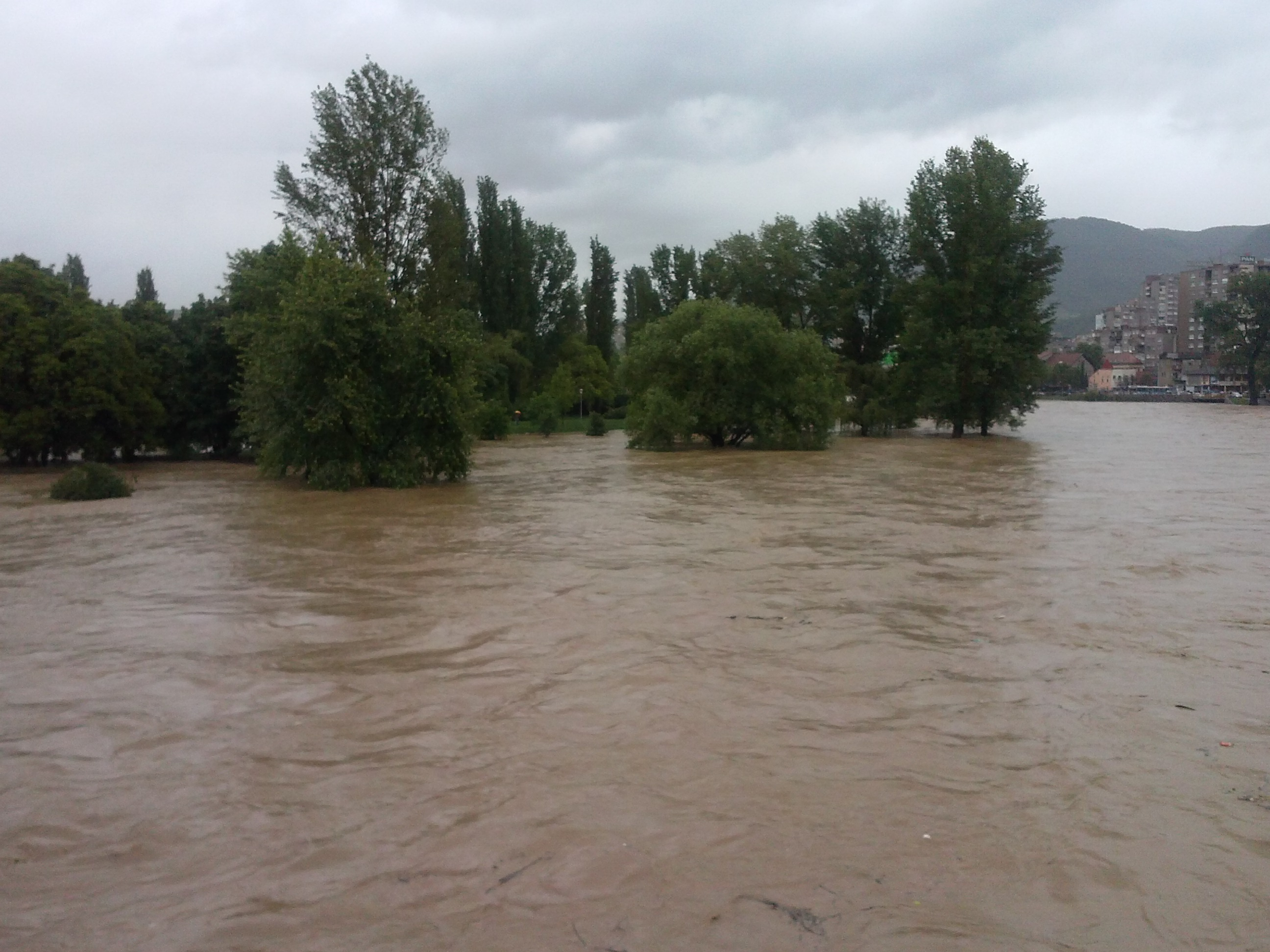
Översvämningar vid Kamberović-fältet vid Zenica i Bosnien och Hercegovina.

Översvämningarna i sydöstra Europa 2014 inträffade i maj 2014 och drabbade flera länder i centrala Europa och på Balkanhalvön där Bosnien och Hercegovina och Serbien kom att bli de länder som drabbades hårdast. Ett lågtrycksområde kallat Yvette skapade de västra översvämningarna 14-16 maj 2014. I Bosnien och Hercegovina och Serbien var skyfallen och de påföljande översvämningarna de värsta sedan mätningarna påbörjades för 120 år sedan. Tusentals människor evakuerades från de drabbade områdena och i Bosnien och Hercegovina och Serbien kom antalet dödsoffer att stiga till tvåsiffriga tal. 

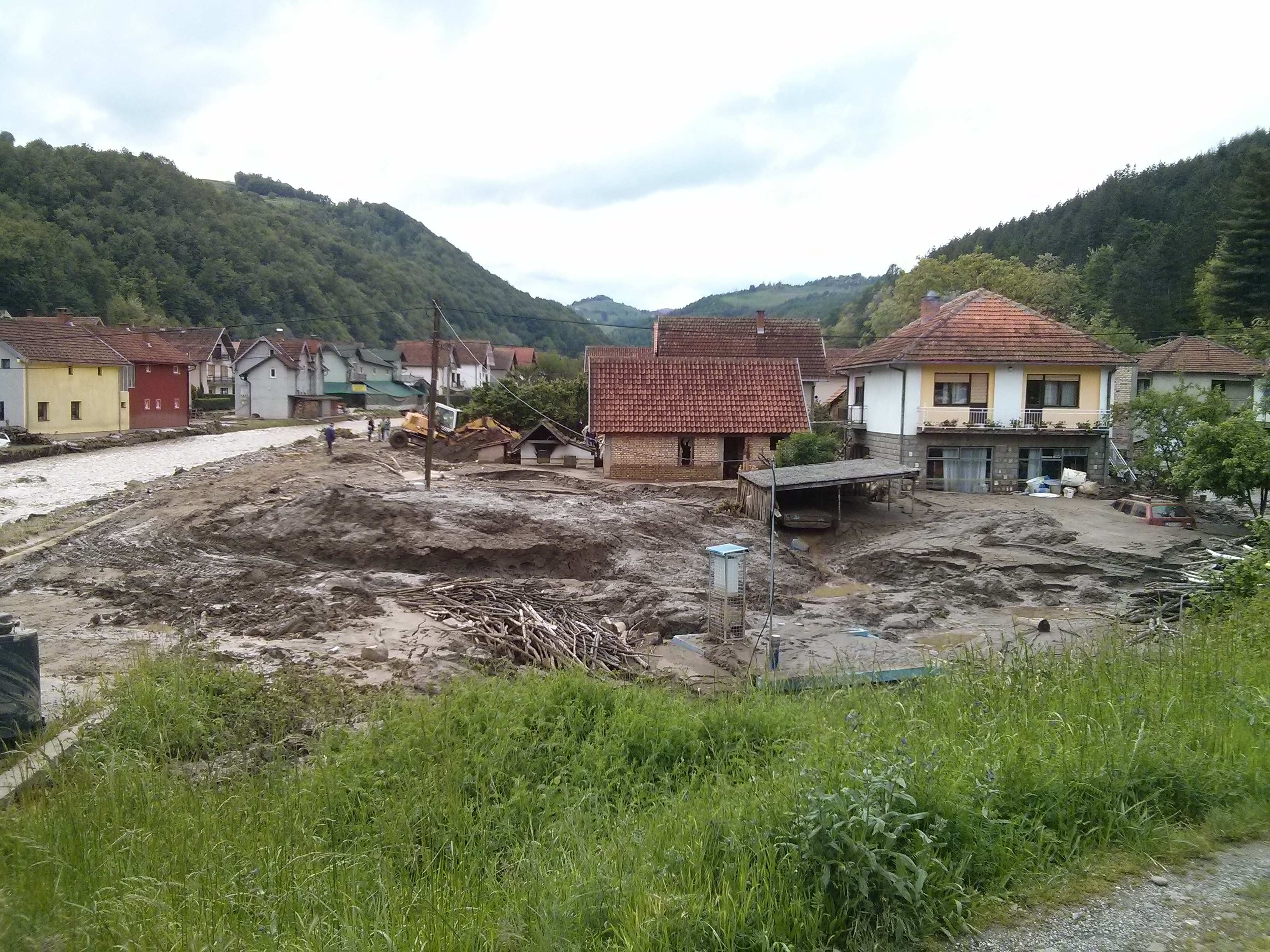
Krupanj

### Fotnoter
1. ↑  Reuters.com Arkiverad 6 oktober 2014 hämtat från the Wayback Machine. (engelska)